# Sarcophaga dewulfi
Sarcophaga dewulfi är en tvåvingeart som beskrevs av Zumpt 1967. Sarcophaga dewulfi ingår i släktet Sarcophaga och familjen köttflugor. Inga underarter finns listade i Catalogue of Life.